# مورتون إس. ويلكينسون
مورتون إس. ويلكينسون (بالإنجليزية: Morton S. Wilkinson)‏ هو محامي وسياسي أمريكي، ولد في 22 يناير 1819 في الولايات المتحدة، وتوفي في 4 فبراير 1894 في مانكاتو في الولايات المتحدة. حزبياً، نشط في الحزب الجمهوري. وقد انتخب عضو مجلس ولاية مينيسوتا وانتخب عضو مجلس النواب الأمريكي عن دائرة Minnesota's 1st congressional district ‏ (4 مارس 1869 – 3 مارس 1871) وانتخب عضو مجلس الشيوخ الأمريكي.